# 老舍茶馆
39°53′55″N 116°23′14″E / 39.898496°N 116.387283°E

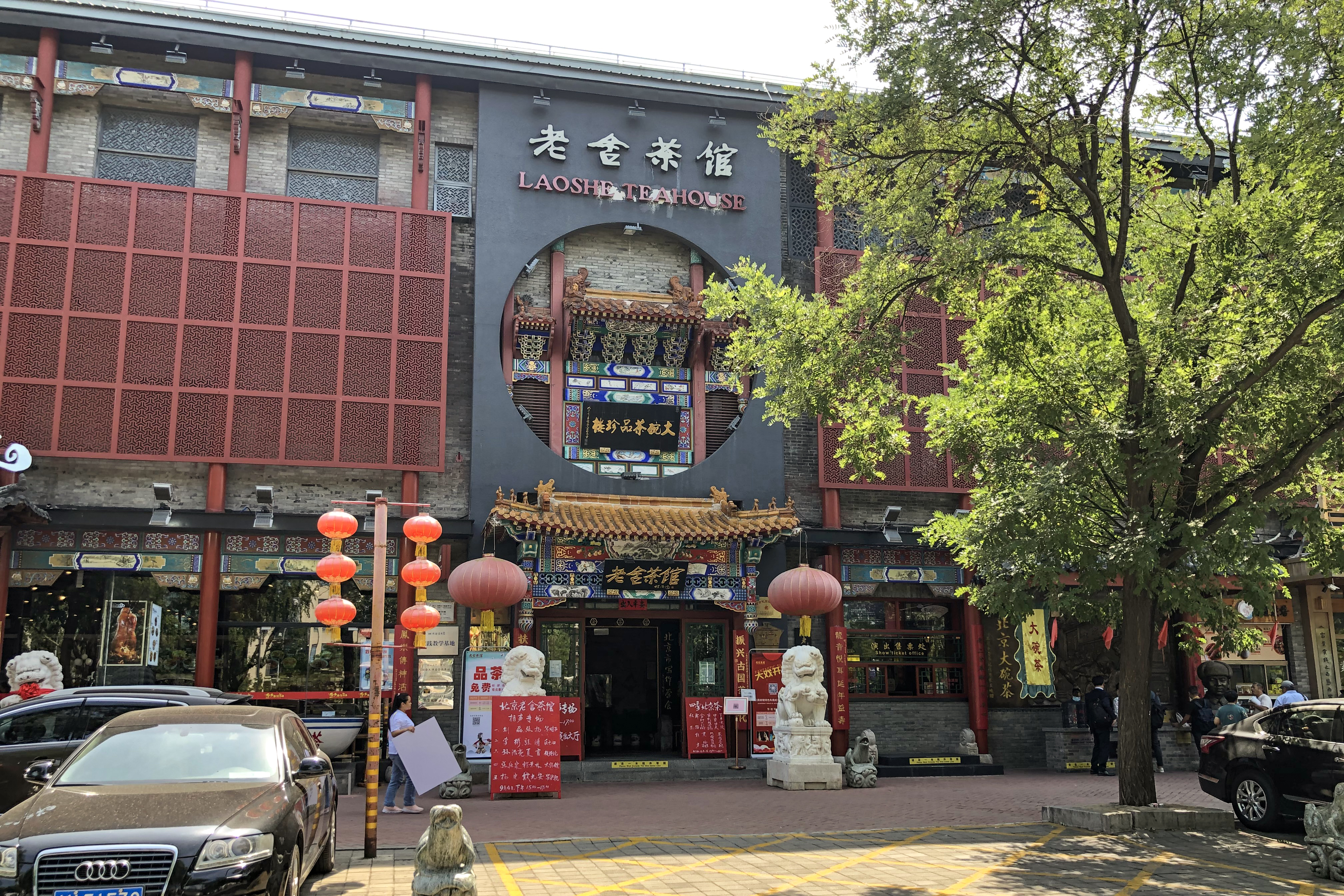
老舍茶馆

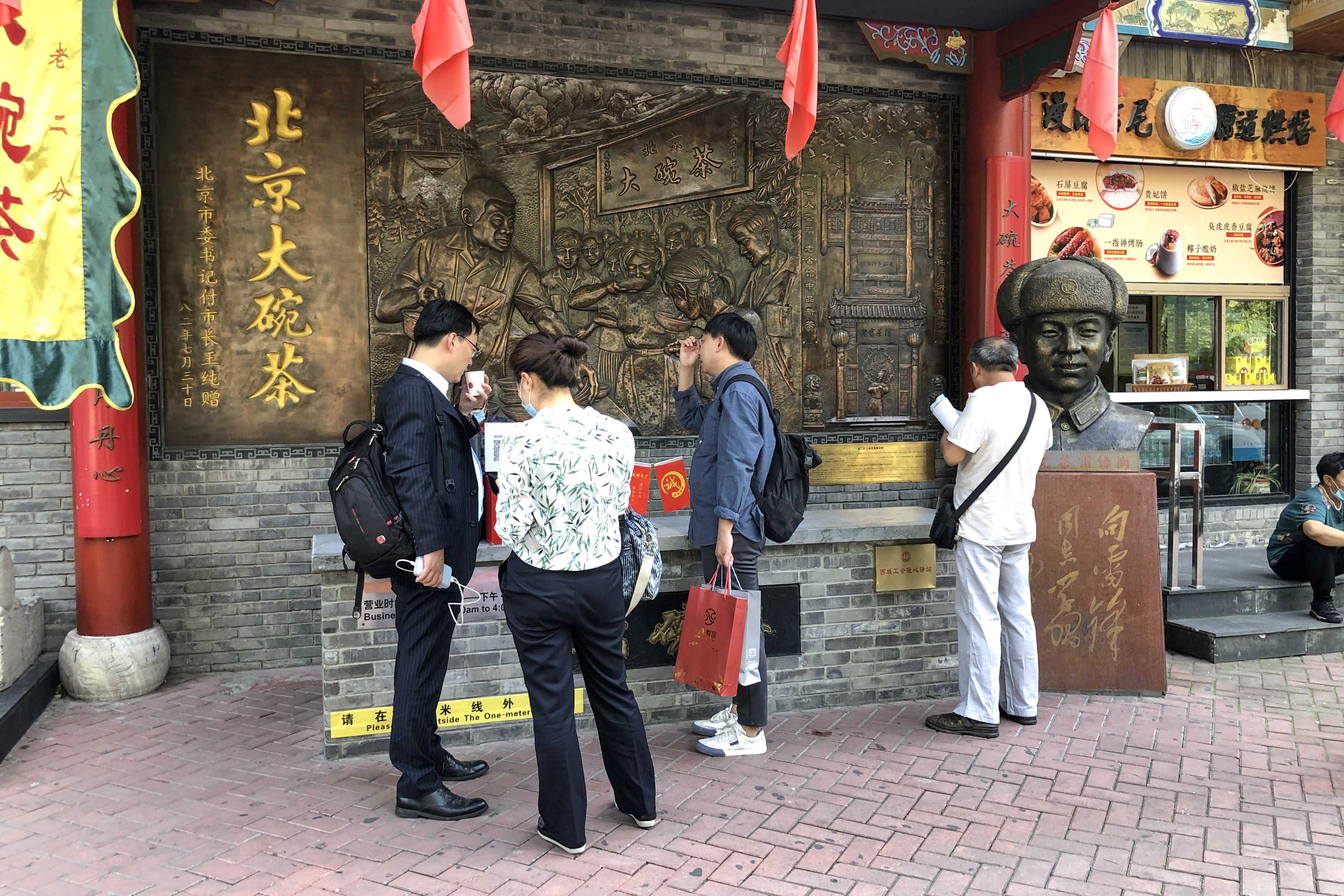
茶馆外的“老二分”大碗茶档

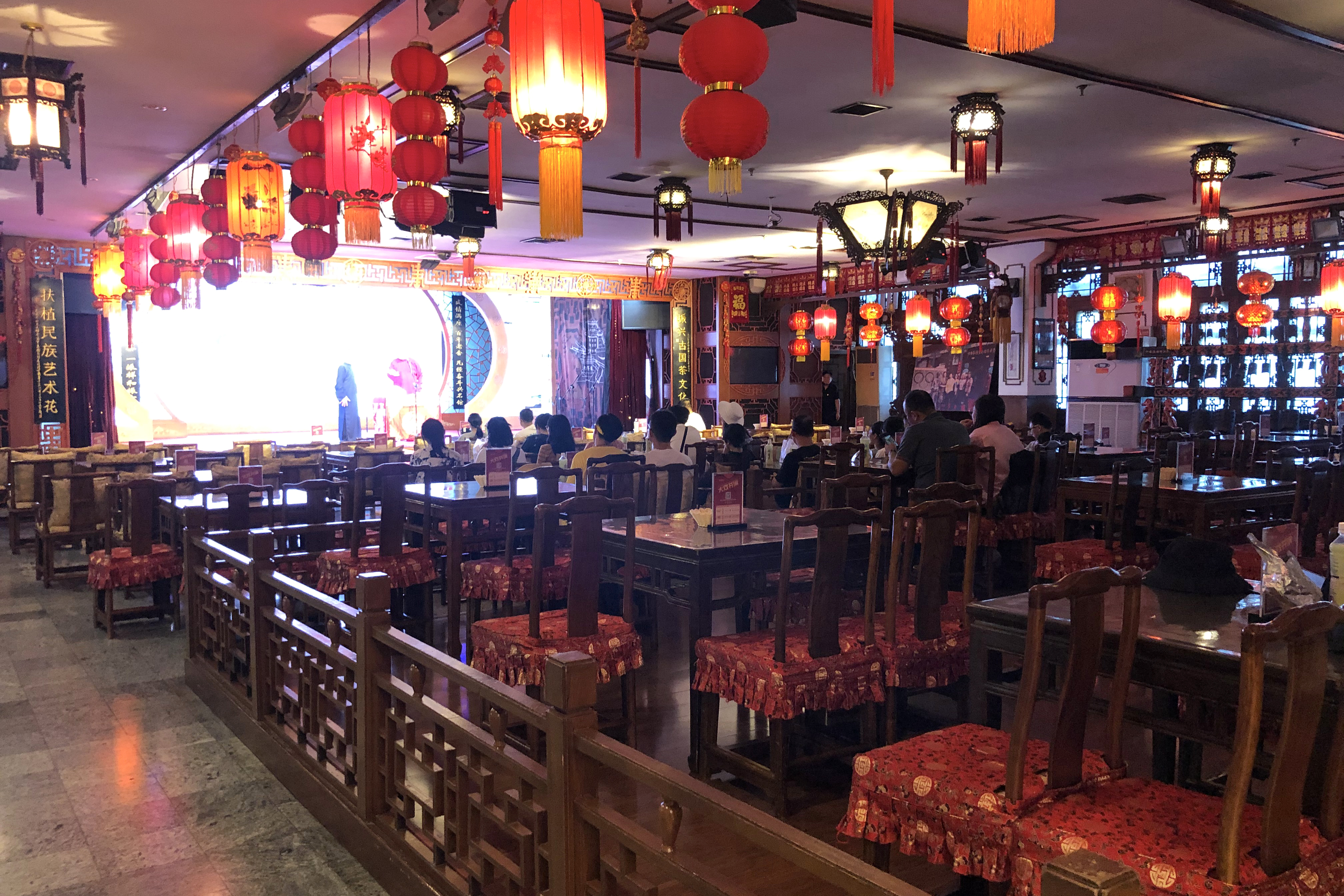
三层演出大厅

老舍茶馆，又称北京大茶馆，位于北京市西城区前门西大街正阳市场3号楼，前身是大栅栏街道供销组组长尹盛喜（开国大典天安门城楼红灯笼制作者尹作宾之子）1979年辞职后率领20余名返城知青在正阳门西侧开办的茶摊“青年茶社”，1988年12月15日正式开办老舍茶馆，以作家老舍及其名剧《茶馆》命名，由书茶馆、餐茶馆、茶艺馆等组成，现由北京市大碗茶文化发展有限公司运营。
老舍茶馆创建以来，以其老北京风味赢得美誉，接待过基辛格、中曾根康弘、海部俊树、老布什等各国政要。她亦致力推廣茶文化。

## 历史

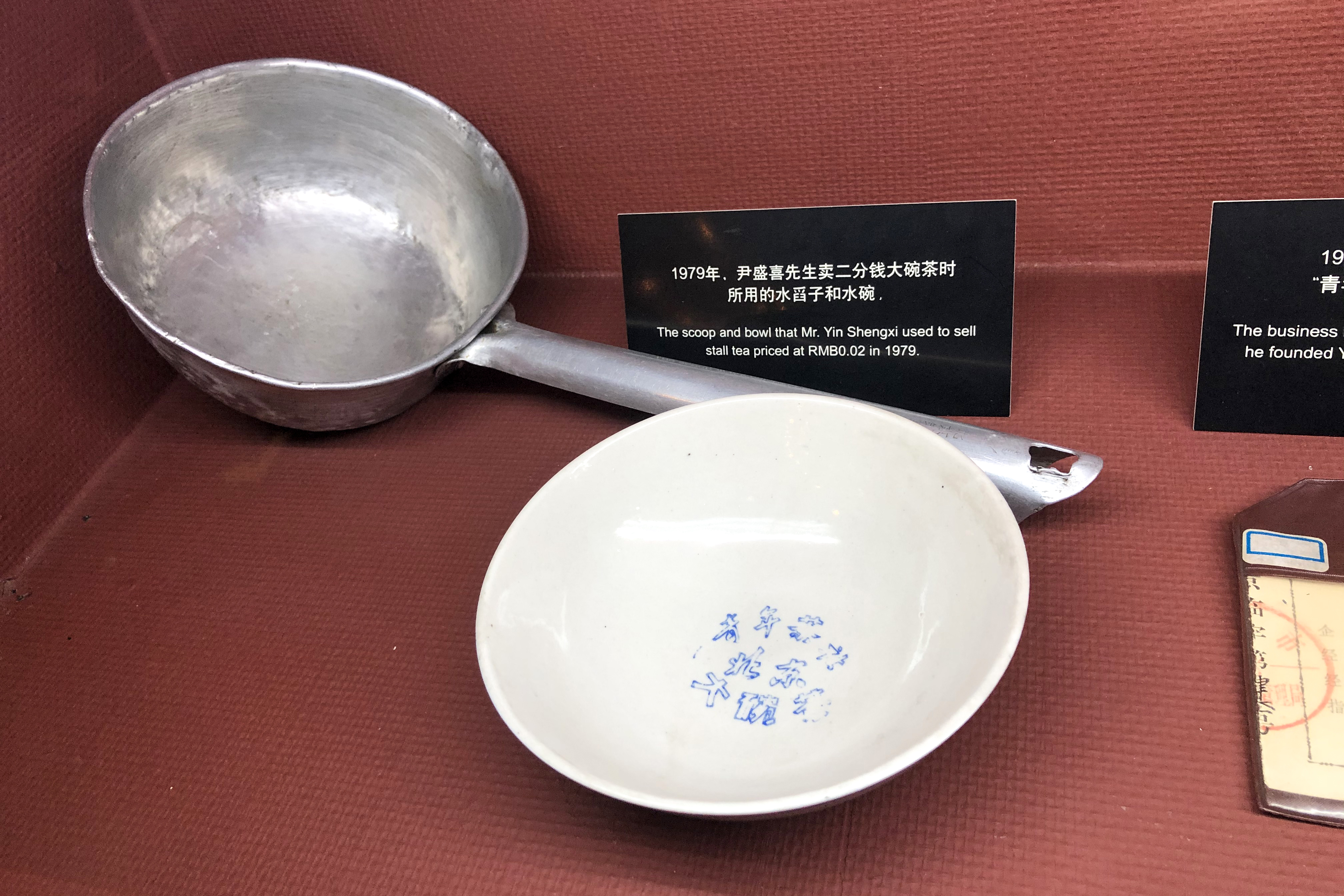
1979年尹盛喜开设青年茶社时所用的水舀子和茶碗，现于老舍茶馆二层展出

1979年，大批上山下乡的知识青年陆续返城，北京市的待业青年数量达到40余万，时年43岁的大栅栏街道办事处供销组组长尹盛喜也接到了解决20多名返城知青和待业青年就业问题的任务。70年代末，国营企业不经营茶水，前门一带并无经营饮料的商户，天安门广场的游客在夏天甚至会饮用胶皮管内的浇灌用水解渴，留意到这一现象的尹盛喜决定在前门开设茶摊，遂贷款1000元，购置1个炉灶、6把水壶、100个粗瓷蓝边大碗、10口大缸，并用木板架起几张条桌和板凳，组织20多名返城知青和待业青年在前门箭楼西侧开设茶摊“青年茶社”，销售2分钱一碗的大碗茶（原材料为茉莉花茶的茶叶碎末），首日营业额即超过60元。随后，尹盛喜辞去街道干部的工作，“下海”经营茶摊，历经半年争取、申请后获得临时营业执照，青年茶社1979年底盈利11万元。
此后，青年茶社发展为宣武区大栅栏青年综合服务社，开始经营其他商品（如国营企业积压的手电筒、毛巾、围巾等），1985年的年营业额已达到5000余万元，1987年发展为北京大碗茶商贸集团公司。1988年，有鉴于戏曲、曲艺等传统文化受众逐渐减少的困境，酷爱京剧艺术和京味文化的尹盛喜在戏曲界人士的建议下投资780万元，在箭楼西侧路南侧兴建了建筑面积4300平方米的大碗茶商场，并利用三层700多平方米场地开办茶馆，将传统曲艺搬上茶馆的舞台，这座茶馆最终定名为“老舍茶馆”，但开张第一年亏损300万元，此后尹盛喜仍坚持将濒临失传的民间艺术引入老舍茶馆。1992年，老舍茶馆在连续三年的亏损后实现初步盈利，当年12月美国前国务卿基辛格的到访更扩大了老舍茶馆的知名度，此后以色列副总理佩雷斯、美国前总统老布什等外国政要先后到访。
1993年，尹盛喜之女尹智君从中國大飯店调入老舍茶馆担任领位服务员。2003年尹盛喜逝世后，尹智君被推选为总经理，此后在浙江新昌县建立了自己的茶叶基地。2004年4月25日，老舍茶馆二层开设四合茶院。2011年12月3日，老北京传统商业博物馆在老舍茶馆二层开馆。